# Besozzo
Besozzo é uma comuna italiana da região da Lombardia, província de Varese, com cerca de 8.240 habitantes. Estende-se por uma área de 13 km², tendo uma densidade populacional de 634 hab/km². Faz fronteira com Bardello, Belgirate (VB), Brebbia, Caravate, Cocquio-Trevisago, Gavirate, Gemonio, Leggiuno, Malgesso, Monvalle, Sangiano.

## Demografia
| Variação demográfica do município entre 1861 e 2011                               |
|                                                                                   |
| Fonte: Istituto Nazionale di Statistica (ISTAT) - Elaboração gráfica da Wikipedia |